# Nada (Carmen Laforet)
Nada è il romanzo con cui la scrittrice spagnola Carmen Laforet esordì, appena ventitreenne, nel 1945. 
Esso vede l'intrecciarsi di piani narrativi, esistenziali e politici, e come altri suoi romanzi le vicende narrate riflettono le esperienze vissute dalla scrittrice, raccontate in uno stile crudo e diretto in cui i particolari scabrosi e violenti vengono enfatizzati. Le atmosfere di brutalità sessuale, di crudeltà familiare e di orrore esasperato – séguito ideale della mostruosità della guerra civile – sono raccontati in prima persona con linguaggio scarno e freddo, rendendo la voce della Laforet moderna e innovativa.

## La trama
La diciottenne Andrea, proveniente da un villaggio di provincia dopo essere rimasta orfana, giunge a Barcellona per frequentare l'Università, appoggiandosi ai parenti della madre. Memore delle luminose e sofisticate atmosfere infantili della casa barcellonese in cui vivevano i nonni materni, dopo tanti anni di lontananza ritrova la casa di famiglia profondamente cambiata, con i loro abitanti ridotti in povertà dalle distruzione della Guerra Civile, e l'appartamento di Calle de Aribau, un tempo smagliante, ridotto a un sordido ricettacolo di polvere, sporcizia e ragnatele che ricoprono i segni dell'antica bellezza. La vecchia nonna e gli zii hanno subìto una inquietante trasformazione: chi, spia franchista, è stato imprigionato e torturato dai repubblicani; chi trascorre il tempo a picchiare la moglie, reputata una prostituta; chi, cinica e tagliente come un inquisitore della Controriforma, si incarica di ridurre Andrea all'obbedienza, mentre nella famiglia si intrecciano oscure relazioni adulterine. Al di fuori della miseria e della fame della casa di Calle de Aribau, le esperienze universitarie e le amicizie fanno dolorosamente emergere le differenze sociali e nei comportamenti fra Andrea e i suoi coetanei. Le vicende si dipanano in una Barcellona degradata da una forma punitiva di Cattolicesimo e dalle diseguaglianze prodotte dalla dittatura franchista.

## Fortuna critica
Nada ricevette lusinghieri riconoscimenti da parte degli scrittori spagnoli Azorín e di Juan Ramón Jiménez , e il manoscritto vinse il premio Nadal nel 1944. Assieme a La familia de Pascual Duarte, del conterraneo Camilo José Cela, Nada è considerato un romanzo che ha contribuito a rinnovare la letteratura spagnola. Il lavoro di Carmen Laforet è considerato uno fra i 100 migliori romanzi spagnoli del Novecento, secondo una classifica compilata dal giornale El Mundo.

## Adattamenti cinematografici
Nel 1947 il romanzo è stato trasposto in un film omonimo (titolo italiano: Voragine), diretto da Edgar Neville, e nel 1956 dal film argentino Graciela di Leopoldo Torre Nilsson, che sposta l'ambientazione a Buenos Aires.

## Edizioni italiane
- Voragine, traduzione di Amedeo Finamore, Roma, Editrice Faro, maggio 1948.
- Nada, traduzione di Angela Bianchini, Torino, Einaudi, 1967. - Milano, Club degli Editori, 1967.
- Nada, a cura di Marco Succio, Genova, Ecig, 2004, ISBN 978-88-754-4002-2.
- Nada, traduzione di Barbara Bertoni, Collana Biblioteca, Vicenza, Neri Pozza, 2004, ISBN 978-88-545-0129-4. - Prefazione di Elvira Lindo, Roma, Cliquot, 2023, ISBN 978-88-997-2965-3.